# 間斷假鰓鱂
間斷假鰓鱂，為輻鰭魚綱鯉齒目鰕鱂亞目鰕鱂科的其中一種，為熱帶淡水魚，被IUCN列為易危保育類動物，分布於非洲肯亞Mwatsuma河流域，體長可達6.5公分，棲息在池塘、沼澤底中層水域，生活習性不明，可作為觀賞魚。

## 擴展閱讀
維基物種上的相關：間斷假鰓鱂